# Mekong Delta (Band)
Mekong Delta ist eine Thrash-/Progressive-Metal-Band aus Deutschland, die 1985 von Ralf Hubert gegründet wurde. Der Bandname bezieht sich auf das Mekongdelta.

## Geschichte
Gründungsmitglied Ralf Hubert wurde durch den damaligen Schlagzeuger Jörg Michael, der damals bei der Rage-Vorgängerband Avenger spielte, mit einigen Metal-Sachen vertraut gemacht. Zu dieser Zeit orientierte sich Hubert noch eher an der klassischen Musik. Inspiriert von Metallicas Song Fight Fire With Fire und dessen rhythmische Anomalien im Riff war er daran interessiert, so etwas selbst zu probieren. Mit den ersten Songideen traf sich Hubert wieder mit Michael im Proberaum und probte die Songideen durch. An diesem Tag war auch Peter Wagner der Band Avenger anwesend. Da dieser auch Gitarre spielte, wurde er gebeten, eine möglichst harte Gitarre beizusteuern. Der Gesamtsound überzeugte Hubert, das Projekt umzusetzen. Während für die Gitarre erst Jochen Schröder von Avenger vorgesehen war, wurde es am Ende doch Frank Fricke (Living Death). Die Band versuchte allerdings in den Anfangsjahren, die Besetzung geheim zu halten.

## Stil und Rezeption
Stilistisch schwankt Mekong Delta zwischen Thrash Metal, Progressive Metal und einer starken Anlehnung an Werke der klassischen, impressionistischen, expressionistischen bis hin zur Neuen Musik. Die Komplexität der Musik variiert von Album zu Album. Die Alben, die ursprünglich einen eher dünnen Sound aufwiesen (Hubert selbst bekannte in einem Interview mit der Zeitschrift Rock Hard wörtlich, dass die ersten Werke seiner Zeit als Metal-Produzent klangtechnisch „total daneben“ waren), wurden 2002 mit neuem Mix und neu gemastert veröffentlicht.

## Trivia
- Das Album The Music of Eric Zann[2] handelt thematisch von der gleichnamigen Geschichte von Howard Phillips Lovecraft.
- Das Album The Principle of Doubt hat textlich zum Teil Die Chroniken von Thomas Covenant von Stephen R. Donaldson als Vorlage. Dieser Fantasy-Zyklus hat auch Visions Fugitives textlich beeinflusst.
- Die Kompilation Classics ist eine Sammlung von Klassikadaptionen.
- Das rein instrumental gehaltene Album Pictures at an Exhibition hält sich relativ eng an Modest Mussorgskys Bilder einer Ausstellung, soweit dies mit einer klassischen Rock-Band-Besetzung möglich ist. Das Stück ist jedoch auch noch in einer zweiten, orchestrierten Version vollständig auf dem Album enthalten. Zusätzlich war dieses Album auch in einer multimedialen Version erhältlich. Darin konnte man durch eine virtuelle Ausstellung mit Interpretationen navigieren und sich dazu die Musik anhören. Weiter sind Kurzbiografien von Modest Mussorgsky und Mekong Delta enthalten sowie Live-Clips und kurze Interviews mit Ralf Hubert. Pläne, die Orchesterversion live mit entsprechenden Instrumenten auf die Bühne zu bringen, scheiterten.
- Aufgrund der Geheimnistuerei gibt es viele widersprüchliche Meldungen über die Mitglieder. So wird zum Beispiel immer noch in vielen Quellen behauptet, dass Peter „Peavy“ Wagner von Rage ein aktives Mitglied der Band gewesen sei, was Ralf Hubert aber selbst als unwahr bezeichnet.[1]

## Diskografie
Studioalben
- Mekong Delta (1987)
- The Music of Erich Zann (1988)
- The Principle of Doubt (1989)
- Dances of Death (and Other Walking Shadows) (1990)
- Kaleidoscope (1992)
- Visions Fugitives (1994)
- Pictures at an Exhibition (1997)
- Lurking Fear (2007)
- Wanderer on the Edge of Time (2010)
- In a Mirror Darkly (2014)
- Tales of a Future Past (2020)

Live-Alben
- Live at an Exhibition (1991)
- Live in Frankfurt 1991 (DVD, 2007)

Kompilationen
- Classics (1993)
- The Principle of Doubt (Ambitions) (2005)
- Intersections (2012)

EPs und Singles
- The Gnome (1988)
- Toccata (1989)